# Lajeado do Bugre
Lajeado do Bugre est une municipalité brésilienne située dans l'État du Rio Grande do Sul.